# Вейник тупочешуйный
Ве́йник тупочешу́йный, или Вейник тупоколоско́вый, или Вейник притуплённый (лат. Calamagróstis obtusáta), — вид травянистых растений рода Вейник (Calamagrostis) семейства Злаки (Poaceae).

## Ботаническое описание

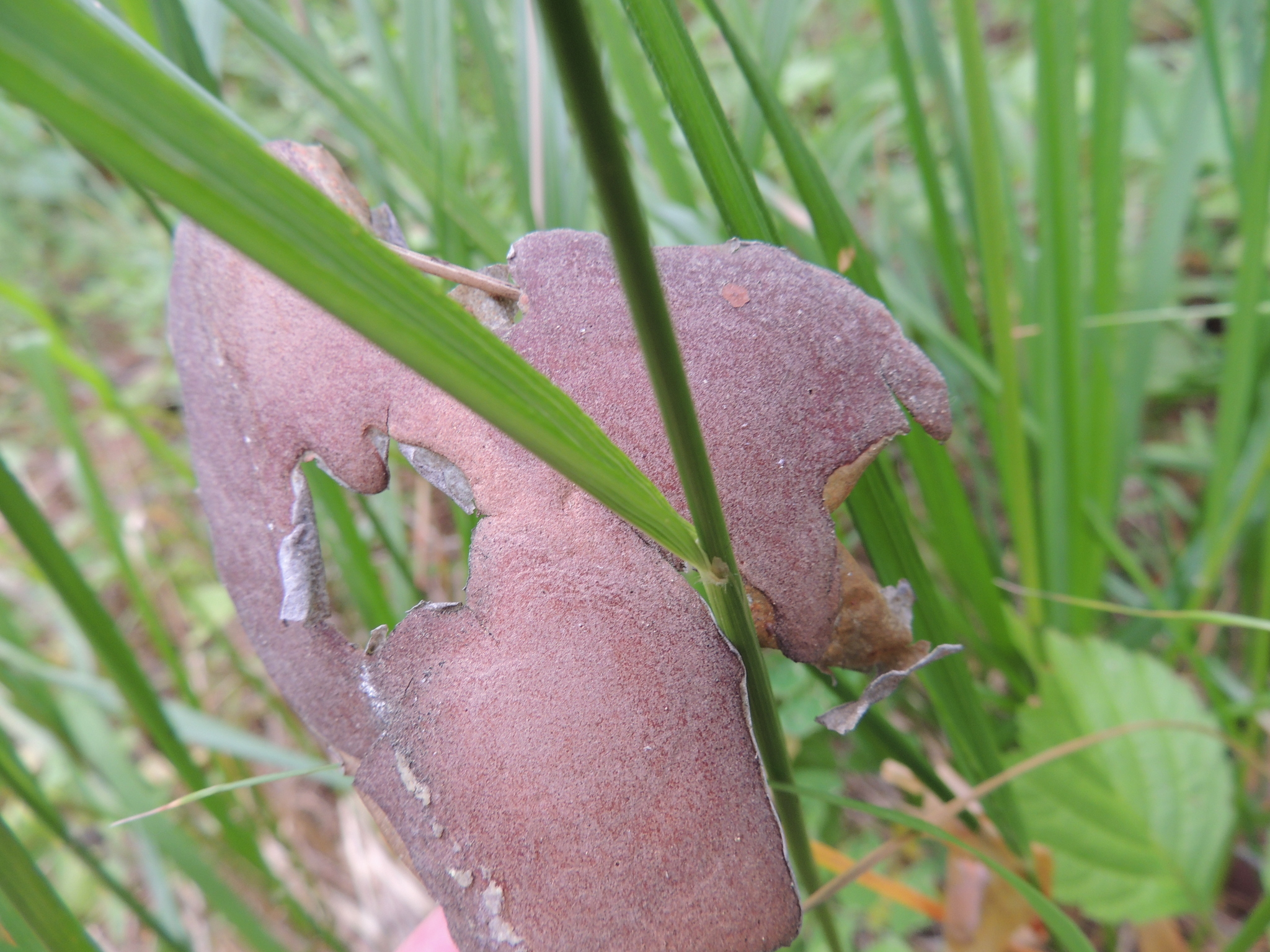
Стебель и лист

Многолетние травянистые растения. Корневище длинное шнуровидное с побегами. Стебли прямостоячие, гладкие, лишь на верхушке иногда и в соцветии шероховатые, а около узлов более или менее пушистые, редко голые, 50—130 см высотой и 1,5—3 мм толщиной. Листья плоские, нежёсткие, 3—8 мм шириной, по краям остро-шероховатые, голые или на верхней стороне с редкими тонкими отстоящими волосками; влагалища их также голые или редко-волосистые, на самой верхушке с более редким и коротким пушком. Язычок тупой, иногда расщепленный, 1—5 мм длиной.
Метёлка не очень густая, узкая, во время цветения более рыхлая, 7—25 см длиной и 1—4,5 см шириной; ветви её слабо шероховатые от очень коротких и тонких шипиков. Колоски бледно-зелёные или буро-фиолетовые; колосковые чешуйки продолговато-эллиптические, коротко-заострённые, гладкие или усаженные очень короткими прижатыми волосками; нижняя 3—4 мм длиной, с 1 жилкой, на спинке килевидная, по килю с очень короткими и тонкими шипиками, едва (на ¼—⅓ мм) длиннее верхней, с 3 жилками, более коротко-заострённой. Осевой стерженек ½—⅔ мм длиной, с волосками около 1½ мм длиной, вместе с которыми доходит до ¾ длины цветка; волоски, сидящие при основании цветка неравные, в среднем на половину его короче, немногочисленные. Наружная прицветная чешуйка яйцевидная, на верхушке тупая и зазубренная, с 4 жилками, немного короче колосковых, 2¾—З½ мм длиной, с короткой (около 2 мм длиной) и крепкой коленчатой остью, выставляющейся немного сбоку колоска, выходящей из нижней четверти спинки и почти равной чешуйке; верхнее колено её обыкновенно немного короче нижнего, полого скрученного. Внутренняя прицветная чешуйка почти равна наружной или едва короче её. Незрелая зерновка веретенообразная, около 1¾ мм длиной и ½ мм шириной. 2n=28.

## Распространение и экология
Евразия. Растет в лесной области в хвойных, смешанных и березово-осиновых лесах, на высокотравных лесных лугах, реже на моховых болотах.